# غوروغوا

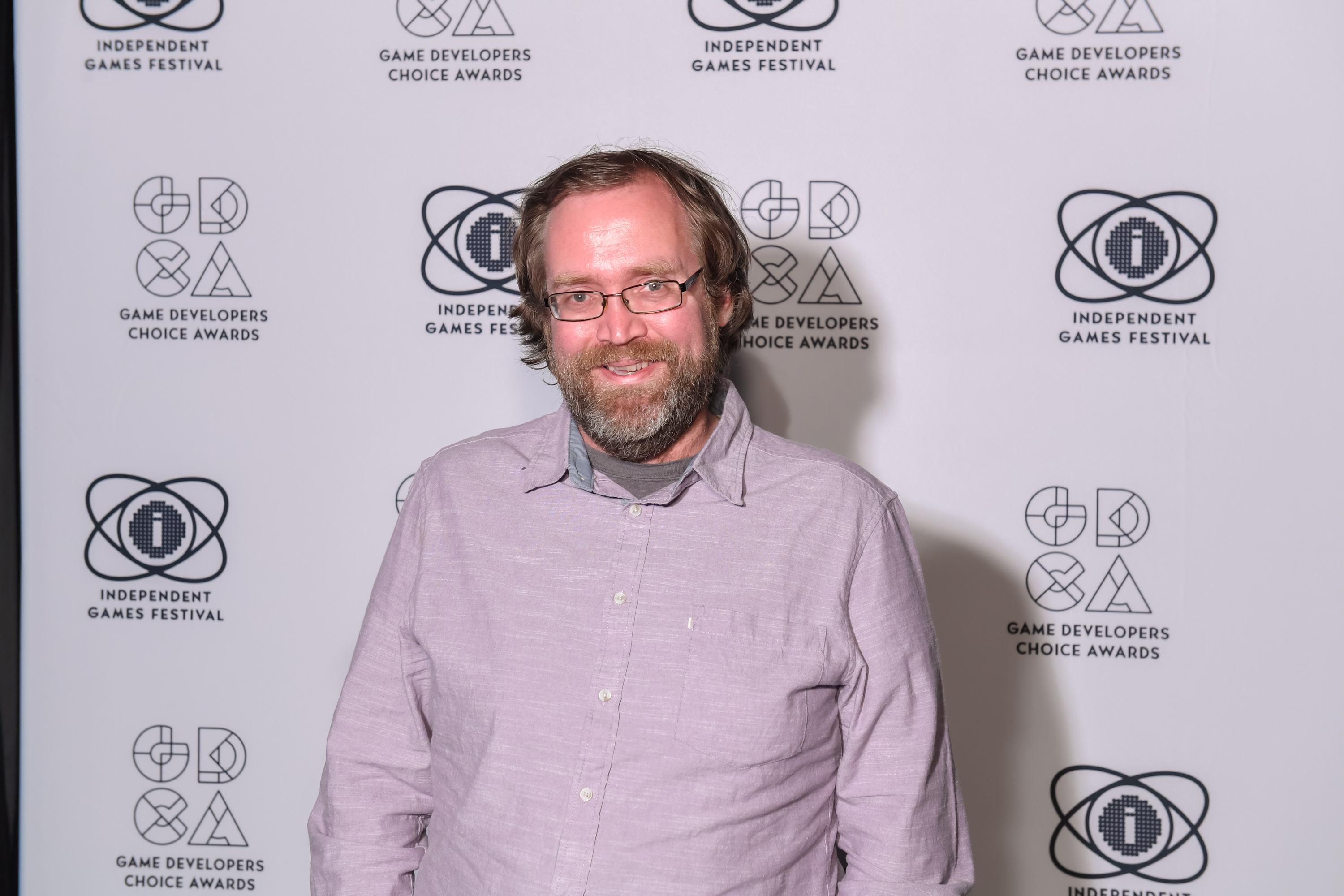
جايسون روبرتس سنة 2018

غوروغوا (بالإنجليزية: Gorogoa)‏، هي لعبة فيديو من نوع الألغاز، وهي من تطوير المطور جايسون روبرتس، تم نشر اللعبة من قبل شركة أنابورنا إنتراكتيف سنة 2017، حيث تعمل على منصات إكس بوكس ون، بلاي ستيشن 4، مايكروسوفت ويندوز ونينتندو سويتش، بالإضافة إلى تحميل اللعبة عن طريق الهواتف الذكية كل من نظامي أندرويد وآي أو إس، تدعم اللعبة اللغة العربية.

## روابط خارجية
- غوروغوا على موقع Google Play (الإنجليزية)